# Arrondissement de Sens
L'arrondissement de Sens est une division administrative française, située dans le département de l'Yonne et la région Bourgogne-Franche-Comté.

## Composition

### Composition avant 1926
De 1800 (an VIII) à 1926, l'arrondissement comprenait les cantons actuels, sauf :
- canton de Cerisiers, canton de Saint-Julien-du-Sault, canton de Villeneuve-sur-Yonne, détachés en 1926 de l'ancien arrondissement de Joigny, supprimé à cette occasion et jamais restauré.

### Composition de 1926 à 2015
Composition de l'arrondissement depuis 1926 :
- Canton de Cerisiers, qui groupe 8 communes :
  - Arces-Dilo, Bœurs-en-Othe, Cérilly, Cerisiers, Coulours, Fournaudin, Vaudeurs et Villechétive.
- Canton de Chéroy, qui groupe 16 communes :
  - La Belliole, Brannay, Chéroy, Courtoin, Dollot, Domats, Fouchères, Jouy, Montacher-Villegardin, Saint-Valérien, Savigny-sur-Clairis, Vallery, Vernoy, Villebougis, Villeneuve-la-Dondagre et Villeroy.
- Canton de Pont-sur-Yonne, qui groupe 16 communes :
  - Champigny, Chaumont, Cuy, Évry, Gisy-les-Nobles, Lixy, Michery, Pont-sur-Yonne, Saint-Agnan, Saint-Sérotin, Villeblevin, Villemanoche, Villenavotte, Villeneuve-la-Guyard, Villeperrot et Villethierry.
- Canton de Saint-Julien-du-Sault, qui groupe 9 communes :
  - La Celle-Saint-Cyr, Cudot, Précy-sur-Vrin, Saint-Julien-du-Sault, Saint-Loup-d'Ordon, Saint-Martin-d'Ordon, Saint-Romain-le-Preux, Sépeaux et Verlin.
- Canton de Sens-Nord-Est, canton créé dans les années 1970, qui groupe 5 communes :
  - Fontaine-la-Gaillarde, Saint-Clément, Saligny, Sens (fraction de commune) et Soucy.
- Canton de Sens-Ouest, canton créé dans les années 1970, qui groupe 13 communes :
  - Collemiers, Cornant, Courtois-sur-Yonne, Égriselles-le-Bocage, Étigny, Gron, Marsangy, Nailly, Paron, Saint-Denis, Saint-Martin-du-Tertre, Sens (fraction de commune) et Subligny.
- Canton de Sens-Sud-Est, canton créé dans les années 1970, qui groupe 8 communes :
  - Maillot, Malay-le-Grand, Malay-le-Petit, Noé, Passy, Rosoy,  Sens (fraction de commune), Vaumort et Véron.
- Canton de Sergines, qui groupe 10 communes :
  - La Chapelle-sur-Oreuse, Compigny, Courlon-sur-Yonne, Pailly, Perceneige, Plessis-Saint-Jean, Serbonnes, Sergines, Thorigny-sur-Oreuse et Vinneuf.
- Canton de Villeneuve-l'Archevêque, qui groupe 17 communes :
  - Bagneaux, Chigy, Les Clérimois, Courgenay, Flacy, Foissy-sur-Vanne, Lailly, Molinons, Pont-sur-Vanne, La Postolle, Saint-Maurice-aux-Riches-Hommes, Les Sièges, Theil-sur-Vanne, Vareilles, Villeneuve-l'Archevêque, Villiers-Louis et Voisines.
- Canton de Villeneuve-sur-Yonne, qui groupe 8 communes :
  - Armeau, Les Bordes, Bussy-le-Repos, Chaumot, Dixmont, Piffonds, Rousson et Villeneuve-sur-Yonne.

Les cantons de Sens-Nord-Est, Sens-Ouest et Sens-Sud-Est sont issus de la réorganisation des anciens cantons de Sens-Nord et Sens-Sud.
Ancien canton de Sens-Nord :

Fontaine-la-Gaillarde, Maillot, Malay-le-Grand, Malay-le-Petit, Noé, Passy, Rosoy (commune supprimée), Saint-Clément, Saligny, Sens (fraction de commune), Soucy, Vaumort et Véron.
Ancien canton de Sens-Sud :

Collemiers, Cornant, Courtois-sur-Yonne, Égriselles-le-Bocage, Étigny, Gron, Marsangy, Nailly, Paron, Saint-Denis, Saint-Martin-du-Tertre, Sens (fraction de commune) et (à vérifier) Subligny.

### Découpage communal depuis 2015
Depuis 2015, le nombre de communes des arrondissements varie chaque année soit du fait du redécoupage cantonal de 2014 qui a conduit à l'ajustement de périmètres de certains arrondissements, soit à la suite de la création de communes nouvelles. Le nombre de communes de l'arrondissement de Sens est ainsi de 109 en 2015, 106 en 2016 et 118 en 2017.
Au 1er janvier 2024, l'arrondissement groupe les 118 communes suivantes :
1. Arces-Dilo
2. Armeau
3. Bagneaux
4. La Belliole
5. Béon
6. Bœurs-en-Othe
7. Les Bordes
8. Brannay
9. Brion
10. Bussy-en-Othe
11. Bussy-le-Repos
12. La Celle-Saint-Cyr
13. Cérilly
14. Cerisiers
15. Cézy
16. Champigny
17. Champlay
18. Chamvres
19. La Chapelle-sur-Oreuse
20. Chaumont
21. Chaumot
22. Chéroy
23. Les Clérimois
24. Collemiers
25. Compigny
26. Cornant
27. Coulours
28. Courgenay
29. Courlon-sur-Yonne
30. Courtoin
31. Courtois-sur-Yonne
32. Cudot
33. Cuy
34. Dixmont
35. Dollot
36. Domats
37. Égriselles-le-Bocage
38. Étigny
39. Évry
40. Flacy
41. Foissy-sur-Vanne
42. Fontaine-la-Gaillarde
43. Fouchères
44. Fournaudin
45. Gisy-les-Nobles
46. Gron
47. Joigny
48. Jouy
49. Lailly
50. Lixy
51. Looze
52. Maillot
53. Malay-le-Grand
54. Malay-le-Petit
55. Marsangy
56. Michery
57. Molinons
58. Montacher-Villegardin
59. Nailly
60. Noé
61. Pailly
62. Paron
63. Paroy-sur-Tholon
64. Passy
65. Perceneige
66. Piffonds
67. Plessis-Saint-Jean
68. Pont-sur-Vanne
69. Pont-sur-Yonne
70. La Postolle
71. Précy-sur-Vrin
72. Rosoy
73. Rousson
74. Saint-Agnan
75. Saint-Aubin-sur-Yonne
76. Saint-Clément
77. Saint-Denis-lès-Sens
78. Saint-Julien-du-Sault
79. Saint-Loup-d'Ordon
80. Saint-Martin-d'Ordon
81. Saint-Martin-du-Tertre
82. Saint-Maurice-aux-Riches-Hommes
83. Saint-Sérotin
84. Saint-Valérien
85. Saligny
86. Savigny-sur-Clairis
87. Sens
88. Sépeaux-Saint Romain
89. Serbonnes
90. Sergines
91. Les Sièges
92. Soucy
93. Subligny
94. Thorigny-sur-Oreuse
95. Les Vallées de la Vanne
96. Vallery
97. Vaudeurs
98. Vaumort
99. Verlin
100. Vernoy
101. Véron
102. Villeblevin
103. Villebougis
104. Villechétive
105. Villecien
106. Villemanoche
107. Villenavotte
108. Villeneuve-la-Dondagre
109. Villeneuve-la-Guyard
110. Villeneuve-l'Archevêque
111. Villeneuve-sur-Yonne
112. Villeperrot
113. Villeroy
114. Villethierry
115. Villevallier
116. Villiers-Louis
117. Vinneuf
118. Voisines

## Démographie
En 2022, l'arrondissement comptait 131 321 habitants.
| 1968   | 1975   | 1982   | 1990   | 1999    | 2006    | 2011    | 2016    | 2021    |
| ------ | ------ | ------ | ------ | ------- | ------- | ------- | ------- | ------- |
| 76 155 | 81 950 | 88 048 | 97 161 | 103 860 | 108 841 | 111 995 | 131 368 | 130 677 |

| 2022    | - | - | - | - | - | - | - | - |
| ------- | - | - | - | - | - | - | - | - |
| 131 321 | - | - | - | - | - | - | - | - |

## Sous-préfets
| Période           | Période           | Identité                                    | Fonction précédente                              | Observation |
| ----------------- | ----------------- | ------------------------------------------- | ------------------------------------------------ | --- |
|                   |                   |                                             |                                                  | |
| 23 mars 1834      | 1839              | Hugues-Iéna Darcy                           |                                                  | Devient préfet de Tarn-et-Garonne le 7 février 1839                                                                               |
| 1839              | ?                 | M. Lambert                                  |                                                  | Ancien notaire à Paris, conseiller d'arrondissement du canton de Louviers                                                         |
|                   |                   |                                             |                                                  | |
| 3 septembre 1879  | 27 février 1882   | René Alfred Allain-Targé                    | Sous-préfet de Joigny (Yonne)                    | Devient préfet de la Haute-Loire                                                                                                  |
| 28 février 1882   | 24 avril 1885     | Louis Casimir Léonce Bret                   | Sous-préfet de Pontoise (Seine-et-Oise)          | Devient préfet du Morbihan |
| 25 avril 1885     | 25 juin 1886      | Jean Baptiste Bienvenu Martin               | Secrétaire général de la préfecture de l'Yonne   | |
| 26 juin 1886      | 4 octobre 1888    | Joseph Girard de Vasson                     |                                                  | Devient préfet du Cantal |
| 5 octobre 1888    | 14 janvier 1894   | François Onézime Pouydebat                  | Sous-préfet de Millau                            | Mort en fonction |
| 1er février 1894  | 5 janvier 1897    | Henri Jacques Buisson                       | Sous-préfet de Mantes (Seine-et-Oise)            | Devient préfet des Hautes-Alpes                                                                                                   |
| 6 janvier 1897    | 12 septembre 1897 | Louis Jules Marie Georges Fradin de Linière | Sous-préfet de Corbeil (Seine-et-Oise)           | Devient sous-préfet de Rambouillet                                                                                                |
| 13 septembre 1897 | 1904              | Marie Eugène Charles Rivière de la Souchère | Secrétaire général de la préfecture du Finistère | Mort en fonction |
| 23 février 1904   | 28 mars 1906      | Augustin Henri Armand Marie Amelot          | Sous-préfet d'Avranches (Manche)                 | Devient préfet des Landes |
| 29 mars 1906      | 24 novembre 1911  | François Eugène Georges Blachon             | Sous-préfet de Moissac                           | |
| 25 novembre 1911  | 13 mars 1914      | Pierre Georges Marie Trouillot              | Sous-préfet de Coulommiers (Seine-et-Marne)      | Devient sous-préfet de Saint-Omer                                                                                                 |
| 14 mars 1914      | 14 juillet 1914   | Charles Eugène Victor Vatrin                | Sous-préfet de Lapalisse (Allier)                | Devient sous-préfet de Corbeil |
| 15 juillet 1914   | 3 décembre 1914   | Lucien Louis Constantin                     | Sous-préfet de Lure (Haute-Saône)                | Redevient sous-préfet de Lure |
| 2 janvier 1915    | 21 octobre 1920   | Georges Henri Desbrest                      | Sous-préfet de Joigny (Yonne)                    | Devient secrétaire général de la préfecture de la Meuse pour la reconstitution des régions atteintes par les événements de guerre |
| 22 octobre 1920   | 30 décembre 1921  | Henri Flach                                 | Sous-préfet de Marmande (Lot-et-Garonne)         | |
| 31 décembre 1921  | 13 juin 1927      | Henri Émile Roblot                          | Secrétaire général de la préfecture de l'Yonne   | Devient secrétaire général de la préfecture de Meurthe-et-Moselle                                                                 |
| 14 juin 1927      | 10 juin 1930      | Gaston Albert André de Lacour               |                                                  | Devient sous-préfet de Tlemcen |
|                   |                   |                                             |                                                  | |
| ?                 | 30 janvier 1990   | Rémy Enfrun                                 |                                                  | Part en service détaché à sa demande                                                                                              |
| 31 janvier 1990   | 5 décembre 1994   | Yves Voirin                                 | Secrétaire général de la préfecture de l'Allier  | Devient sous-préfet de Beaune |
| 6 décembre 1994   | 7 janvier 1997    | Hélène Bernard                              |                                                  | Devient secrétaire générale de la préfecture d'Eure-et-Loir                                                                       |
| 16 janvier 1997   | 7 septembre 1999  | Luc Dupriez                                 | Secrétaire général de la préfecture de Mayotte   | Part en service détaché à sa demande                                                                                              |
| 8 septembre 1999  | 3 mars 2002       | Xavier Givelet                              |                                                  | |
| 15 mars 2002      | 9 janvier 2006    | François Demonet                            |                                                  | Devient secrétaire général de la préfecture du Gard                                                                               |
| 10 janvier 2006   | 13 février 2010   | Didier Loth                                 |                                                  | Devient sous-préfet de Villefranche-sur-Saône                                                                                     |
| 23 avril 2010     | 9 mai 2012        | Raymond Yeddou                              | Directeur de cabinet du préfet de l'Oise         | Devient sous-préfet de Brignoles                                                                                                  |
| 10 mai 2012       | 4 septembre 2014  | Hamel-Francis Mekachera                     | Sous-préfet de Saint-Laurent-du-Maroni           | Devient secrétaire général de la préfecture des Alpes-de-Haute-Provence                                                           |
| 5 septembre 2014  | 4 juin 2016       | Hervé Doutez                                |                                                  | Devient sous-préfet d'Avranches                                                                                                   |
| 24 juin 2016      | 10 mai 2018       | Sabine Roussely                             |                                                  | |
| 24 mai 2018       | 25 mars 2019      | Régis Castro                                |                                                  | |
| 26 mars 2019      | 1er août 2023     | Rachid Kaci                                 | Sous-préfet de Lunéville                         | Part à sa demande |
| 2 août 2023       | 30 octobre 2024   | Wassim Kamel (d)                            |                                                  | Nommé sous-préfet de Sarreguemines                                                                                                |
| 31 octobre 2024   |                   | Carole Dabrigeon (d)                        | sous-préfète de Saint-Dié-des-Vosges             | |